# Pikieren (Schneiderei)

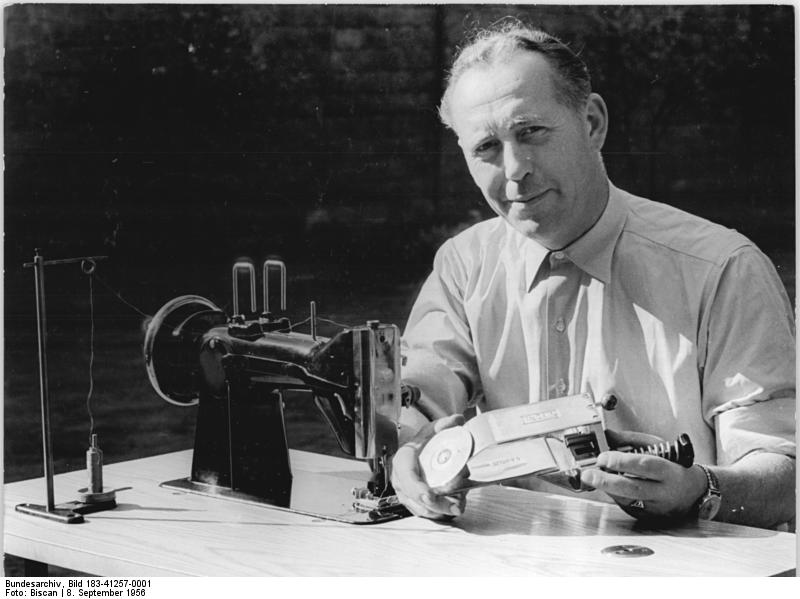
Mechanikermeister Gerard Holze mit dem von ihm entwickelten Pikier-Apparat, einem Zusatzgerät für die Zickzack-Nähmaschine (Magdeburg 1956)
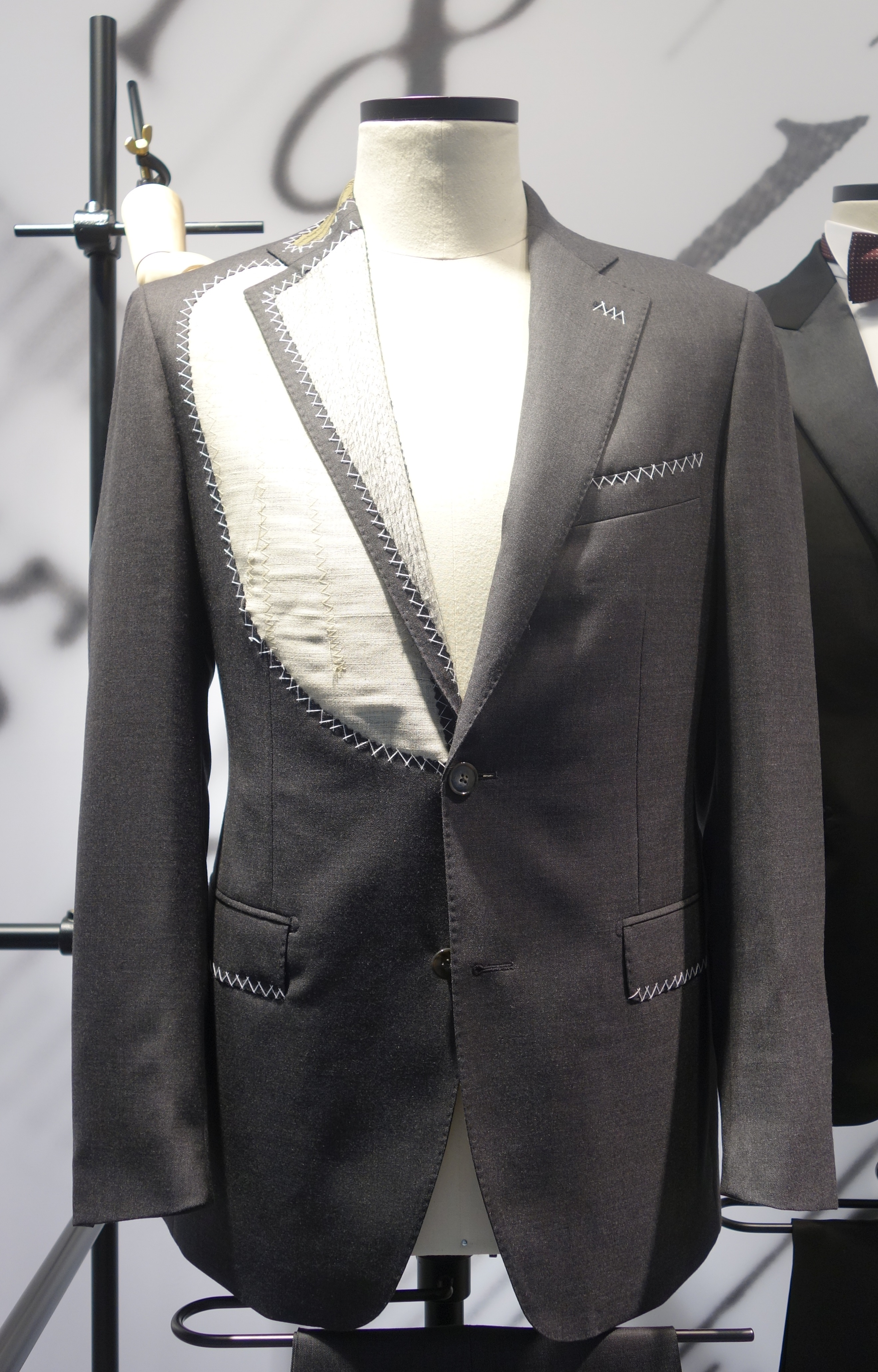
Herrenjacket, rechtes Revers mit Demonstration der Maschinen-Rosshaarpikierung

In der Textilkunde bezeichnet Pikieren (von frz. piquer = anstechen) eine Nähtechnik zur dauerhaften und elastischen flächigen Verbindung zweier Stoffschichten. Beim Handpikieren benutzt man dazu den Pikierstich, ein in auf- und abführenden Reihen gearbeiteter Stich, bei dem die Nadel quer zur Nährichtung eingestochen wird. Dadurch ergibt sich auf der Arbeitsseite ein charakteristisches fischgrätartiges Stichbild (siehe Bild des handpikierten Pelzes). In der gehobenen Massschneiderei wird diese Arbeit immer noch per Hand ausgeführt.
Die Arbeit kann jedoch auch zufriedenstellend mit einer Einzweckmaschine, einer sogenannten Pikier-, Rollpikier- oder Blindstichmaschine ausgeführt werden, die aber ein anderes Stichbild erzeugt (zu erkennen in der Großaufnahme am Revers des Herrenjackets).
In der Konfektion wird hingegen weniger pikiert, da hier hauptsächlich Bügelauflagen zum Einsatz kommen, die Schichten also mit einem hitzelöslichen Kleber aneinander geklebt werden (zum Beispiel die Frontfixierung). Diese Verbindung ist jedoch steifer und weniger federnd elastisch als eine Pikierung.

## Pikieren in der Schneiderei

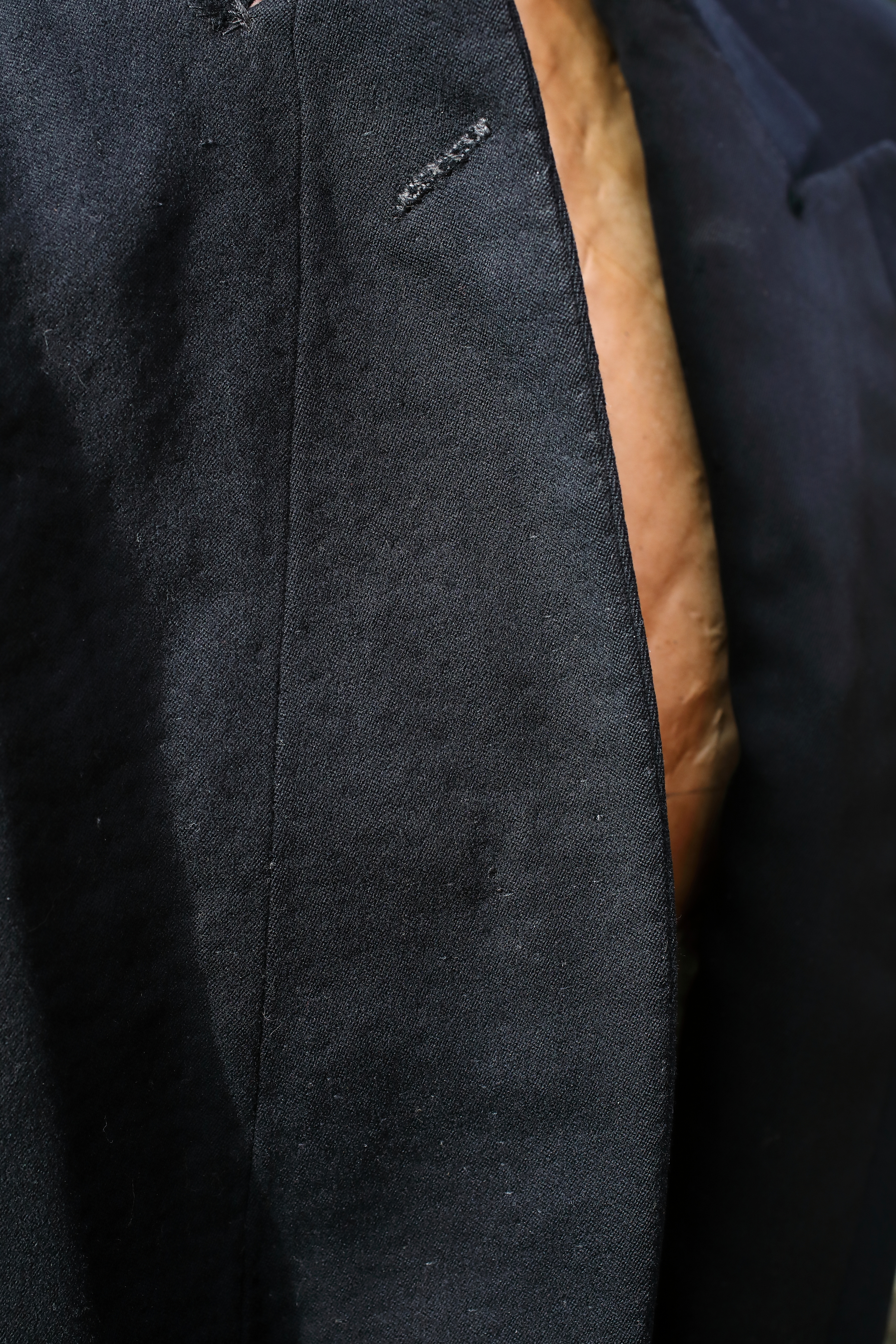
Rückseite eines handpikierten Revers

In der Schneiderei wird das Pikieren hauptsächlich zur Herstellung der Einlagen von Oberbekleidung eingesetzt. Die Einlagen verleihen dem Kleidungsstück eine federnde Stütze und bestehen aus mehreren Schichten. Für den Unterbau des Kragens wird zum Beispiel das Kragenleinen auf den Kragenfilz pikiert. Dabei wird dem Stück eine dreidimensionale Form eingearbeitet, die durch die Pikierstiche fixiert wird.
Die Einlage der Vorderteile erhält besonders im Schulter- und Brustbereich einen mehrlagigen Aufbau. Auf die Haareinlage werden ein bis mehrere Schichten von Rosshaar aufpikiert, wobei darauf geachtet wird mit Abnähern und dem Pikieren eine dreidimensionale dauerhafte Form in die Einlage zu bringen und ausreichend Volumen für die Brust zu schaffen. Die fertige Einlage wird hauptsächlich an den Nahtlinien mit dem Oberstoff verbunden. Jedoch wird sie im Bereich der Reversklappe und der Umfalllinie dem Oberstoff sorgfältig aufpikiert. Dabei wird die Umfallinie stets hohl gehalten, damit das Revers schlussendlich in einer weichen runden Biegung überrollen kann. Eine gut ausgeführte Pikierung lässt das Revers elegant auf den Schließknopf ausrollen. Bei dieser Pikierung soll der Nähfaden keinesfalls am Oberstoff sichtbar werden. Der Ausführende muss darauf achten, den Oberstoff mit der Nadel nur ein bisschen anzustechen, aber nicht zu durchstechen. Bei gelungener Ausführung sind am fertigen Stück auf der Rückseite des Revers nur kleine Vertiefungen zu sehen.

## Pikieren in der Kürschnerei

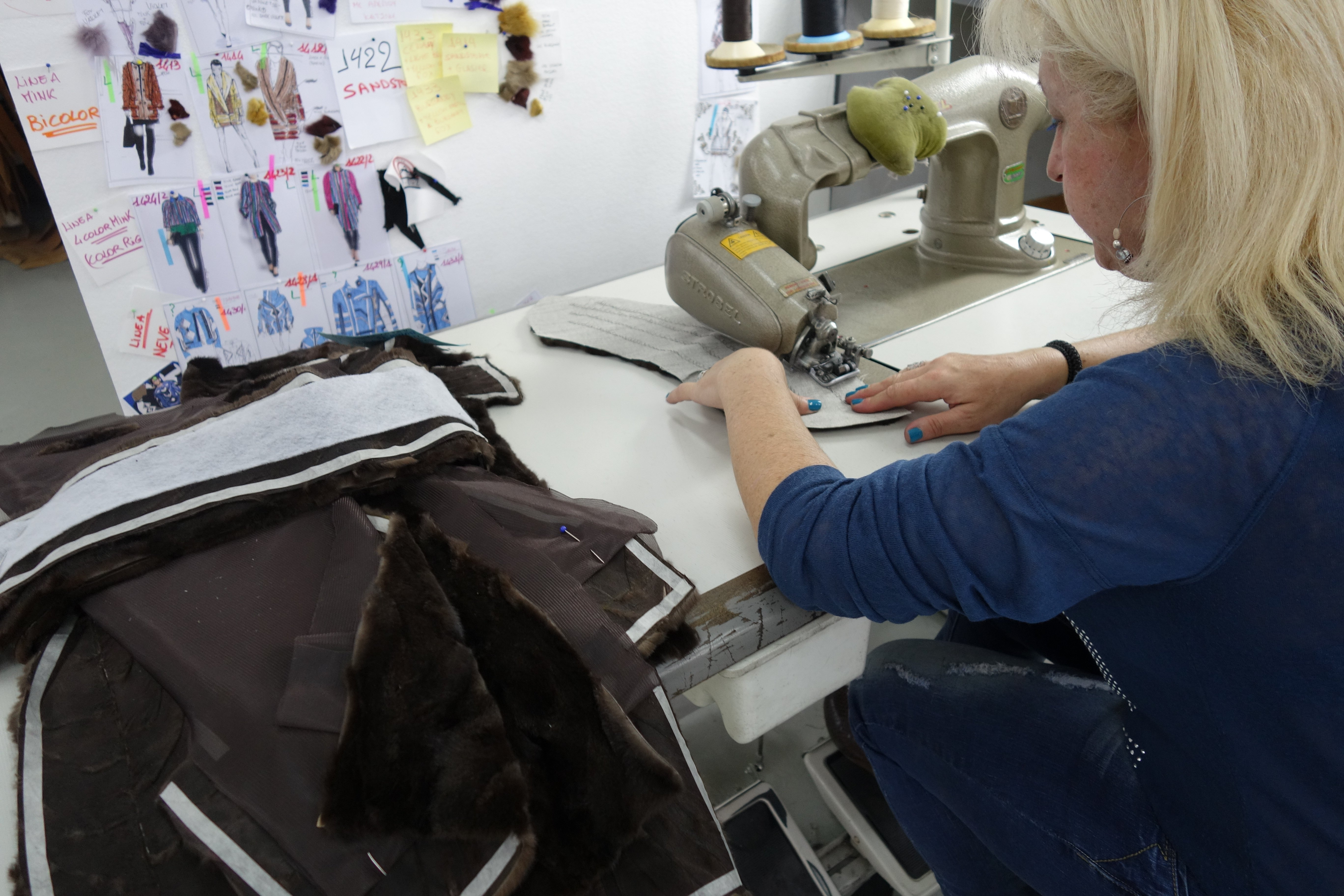
Pikieren eines Unterkragens mit der Pelz-Pikiermaschine

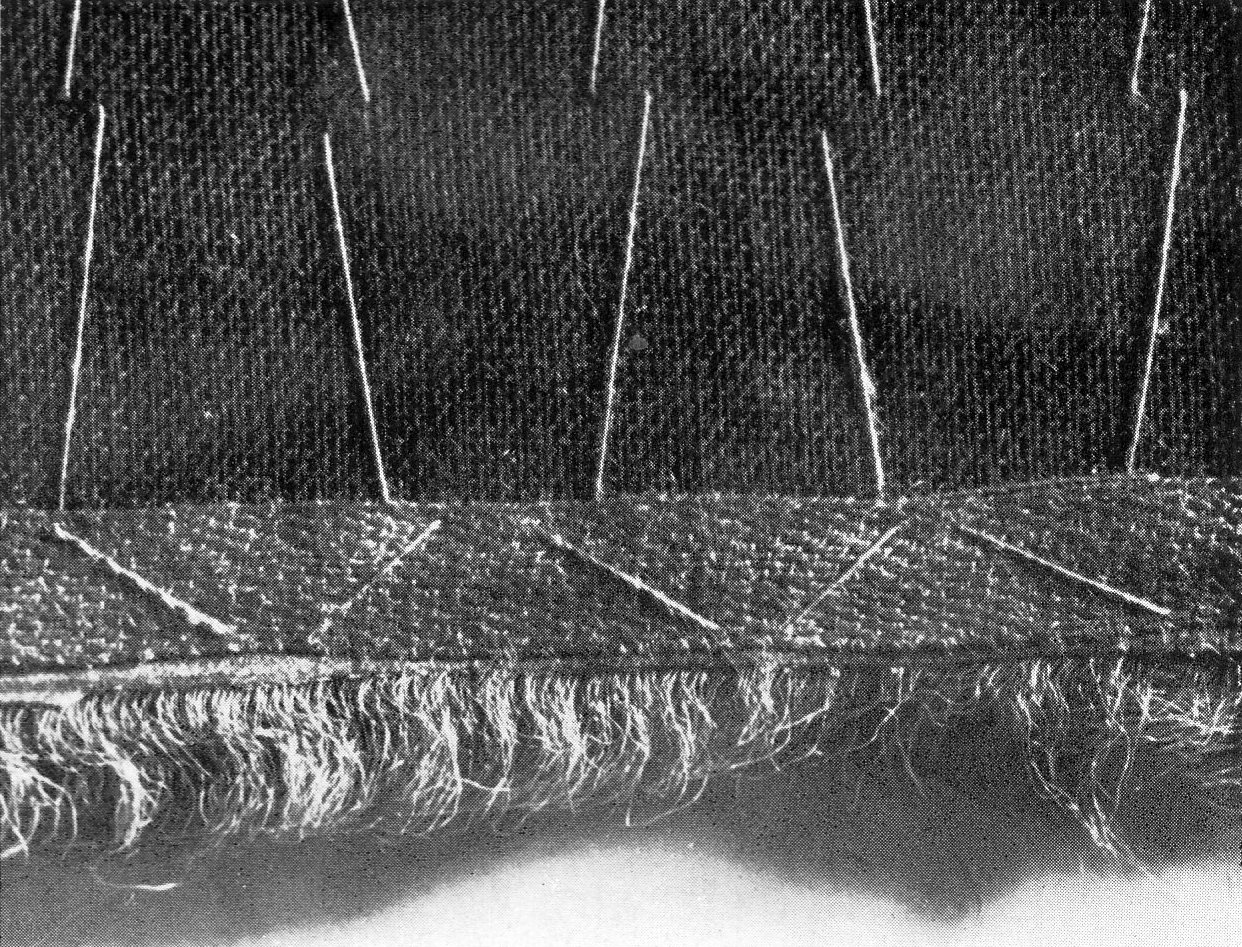
Pelz, handpikiert und handgebändelt

Pikierstiche werden auch in der Kürschnerei eingesetzt, der Stich kann per Hand oder auf der Pikiermaschine (auch Blindstichmaschine genannt) ausgeführt werden. Die Stiche werden dabei quer geführt.
Durch Pikieren, auch Beheften genannt, soll das bei der Pelzgerbung bewusst zügig belassene Leder vor dem Ausdehnen beim Gebrauch des Bekleidungsstücks geschützt werden. Außerdem verringert der aufgebrachte Stoff, insbesondere bei altem oder empfindlichen Leder, die Gefahr des Reißens der Felle, besonders sind die Nahtstellen gefährdet. Ebenfalls durch Pikieren kann, gegebenenfalls über dem Pikierstoff, meist in einem weiteren Arbeitsgang ein zusätzlich wärmender Stoff wie Watteline, Daunenvlies oder andere moderne Synthetics aufgebracht werden.
Durch Reißen gefährdete leichtledrige Pelzarten sind beispielsweise Feh, Galjak-Breitschwanz oder Hamster. Leicht dehnen sich unter anderem Nerz, Breitschwanz, Persianer und Nutria aus. Eventuell morsch im Leder oder gefährdet sind umgearbeitete alte Pelze oder Teile aus Fellstücken.
Rumpf und Ärmel können ganz- oder teilflächig mit speziellen Pikierstoffen, Nessel oder Batist, belegt werden. Auf die Vorderkanten, die Revers und den Unterkragen werden festere oder formende Stoffe wie Leinen oder Rosshaar pikiert. Alle hierfür verwendeten Zutaten haben eine Leinwandbindung, da sie die geringste Dehnung aller Bindungsarten aufweist.
Bis etwa in die 70er Jahre wurden Pelze, bis auf kräftige Fellarten wie Kalbfelle oder Rosshäute, eigentlich immer ganzflächig oder zumindest von oben bis unter das Gesäß pikiert. Inzwischen hat sich der Schwerpunkt mehr auf eine größtmögliche Gewichtsverminderung verlagert. Heute belegt der Kürschner meist nur noch die Kanten, den Kragen und besonders beanspruchte oder gefährdete Teile sowie, wenn als notwendig eingeschätzt, umgearbeitete Pelze.
Auch ein leinenbindiger Stoff lässt sich in der Diagonale strecken. Deshalb muss der Pikierstoff im Fadenverlauf jeweils rechtwinklig zu den Vorderkanten und der Rückenmitte zugeschnitten werden, so dass der größtmögliche Schutz vor Überdehnung in der Länge und der Breite erfolgt.
Das Aufarbeiten des aufgesteckten Stoffs erfolgt im Blindstich mit etwas anderer Fadenführung. Dabei liegt das Teil flach auf dem Arbeitstisch. Der erste Einstich erfolgt beim Rechtshänder von rechts nach links. Der nachgezogene Faden wird etwas diagonal nach unten geführt, worauf wieder ein Stich von rechts nach links erfolgt. Je nach Empfindlichkeit beträgt der Abstand zwischen den Stichen 1 bis 3 cm. Die nächste Stichreihe wird lehrbuchmäßig im Abstand von 1 bis 1 ½ cm daneben gelegt, in der Praxis dürften die Abstände heute häufig deutlich größer ausfallen, ebenso wird die Wattierung mit sehr viel großzügigeren Stichen aufgebracht. Besonders feine Pikierarbeiten, wie das Rundpikieren von Rosshaar auf Revers, werden wie in der Schneiderei ausgeführt.
Die Zwischenzutaten werden heute möglichst mit der Pikiermaschine aufgebracht. Sehr feine oder empfindliche Leder lassen sich damit nicht pikieren, hier besteht die Gefahr, dass die Nadel den Faden bis auf die Haarseite durchzieht oder dass das Leder einreißt anstelle sich um die Nadel zu dehnen, was den Zweck einer größeren Lederhaltbarkeit zunichtemachen würde.
Nach dem Zusammennähen des Pelzes wird der Pikierstoff versäubert. Dabei werden die zuvor ausgerollten Faconnähte durch den auf die Teile pikierten Stoff abgedeckt, entweder in Handarbeit mit einer Heftnaht oder mit der Pikiermaschine.
Insbesondere in der Konfektion werden die Zwischenstoffe (Fixierstoffe) häufig mit Fixierpressen aufgebügelt. Da dabei die Gefahr einer heute nicht mehr gewünschten Versteifung des Kleidungsstücks besteht, werden zumindest wertvolle Pelze inzwischen in der Regel wieder pikiert.